# Hr.Ms. Sumatra (1926)
Hr.Ms. Sumatra was een Nederlandse lichte kruiser van de Javaklasse. Het schip is vernoemd naar het Indonesische eiland Sumatra.

## Specificaties
De bewapening van het schip bestond uit tien 150 mm-kanonnen, vier 75 mm kanonnen die later door zes 40 mm-kanonnen vervangen werden en twee vliegtuigen. Het pantser langs de zijde van de romp was 75 mm dik en dat rond de controletoren 125 mm. Het schip was 155,3 meter lang, 16 meter breed en had een diepgang van 6,22 meter. De waterverplaatsing bedroeg 6670 ton standaard en 8078 volgeladen. De turbines van het schip leverden 82.000 pk waarmee een snelheid van 31 knopen gehaald kon worden. Het schip werd bemand door 526 man.

## Dienst historie
Het schip werd gebouwd op de werf van de Nederlandsche Scheepsbouw Maatschappij in Amsterdam. De kiel werd gelegd op 15 juli 1916.
Op 29 december 1920 werd de Sumatra daar te water gelaten en gedoopt door koningin Wilhelmina.
Door brand bij Werkspoor in Amsterdam werden op 31 mei 1922 de voor het schip bestemde turbines verwoest.
Op 26 mei 1926 werd het schip in dienst genomen. Later dat jaar, op 21 september, vertrok het schip voor een wereldreis uit Amsterdam naar Nederlands-Indië via New York, het Panamakanaal, San Francisco, Shanghai en Nagasaki onder leiding van kapitein-ter-zee George Lodewijk Schorer. Het schip kwam op 1 juni 1927 aan in Soerabaja.
Op 19 februari 1927 kwam het schip aan in Sjanghai. Het was daar om Nederlandse belangen en burgers te beschermen in verband met opgelopen spanningen tussen nationalisten en communisten. Op 23 maart maakten de Sumatra en aanwezige buitenlandse oorlogsbodems zich klaar voor het evacueren van hun burgers na het uitbreken van onlusten tussen troepen van de nationalisten en communisten. Een landingsdivisie van 140 man afkomstig van het schip nam posities in de plaatselijke zakenwijk in. Op 12 mei 1927 keerde men terug in Soerabaja.
Op 18 juni 1930 werd het schip na langdurig onderhoud in Soerabaja opnieuw in dienst gesteld. Het onderhoud werd uitgevoerd omdat een turbine van het schip beschadigd was geraakt. Op 28 juli keerde het schip al terug in Soerabaja voor verdere reparaties na snelheidstesten met het schip waarbij brand in een van de ketelruimten was uitgebroken. Het schip werd naar Soerabaja gesleept door Hr.Ms. Krakatau. De Sumatra werd vervolgens tot 20 november 1930 uit dienst genomen.
Tijdens een oefenreis op 14 mei 1931 met de torpedobootjagers De Ruyter, Evertsen en vijf onderzeeboten liep het schip vast op een niet op de kaart staand rif. Op 17 mei trokken Hr.Ms. Soemba en een sleepboot het schip vlot waarna het naar Soerabaja gesleept werd. Reparaties duurden vervolgens tot 21 september dat jaar.
Van december 1933 tot halverwege 1935 werd het schip in Soerabaja gemoderniseerd, waarbij onder andere zijn vier 75 mm-luchtafweerkanons vervangen werden door zes van 40 mm.
Op 16 november 1935 bezocht het schip Saigon samen met de Van Galen en de Witte de With.
Op 23 augustus 1936 was het schip samen met zijn zusterschip Java en de Admiralenklasse-torpedobootjagers Witte de With, Van Galen en Piet Hein aanwezig bij de vlootdagen in Soerabaja. Later dat jaar, van 13 tot 17 november, brachten de beide Javaklasse-kruisers en de torpedobootjagers Witte de With, Piet Hein en Evertsen een vlootbezoek aan Singapore. Voorafgaande hieraan was geoefend in de Chinese zee.
Op 8 juni 1938 vertrok het schip vanuit Tandjong Priok voor een reis naar Nederland onder leiding van kapitein-ter-zee Karel Doorman. Onderweg deed men Colombo aan van 14 tot 16 juni; daar werd ook van commandant gewisseld. In verband met de Spaanse Burgeroorlog verrichtte men konvooidiensten van 8 tot 17 juli in de Straat van Gibraltar waarna men op 22 juli 1938 in Den Helder aankwam.
Later dat jaar, op 3 september, nam het schip deel aan een vlootrevue voor de kust van Scheveningen in verband met het 40-jarig regeringsjubileum van koningin Wilhelmina.

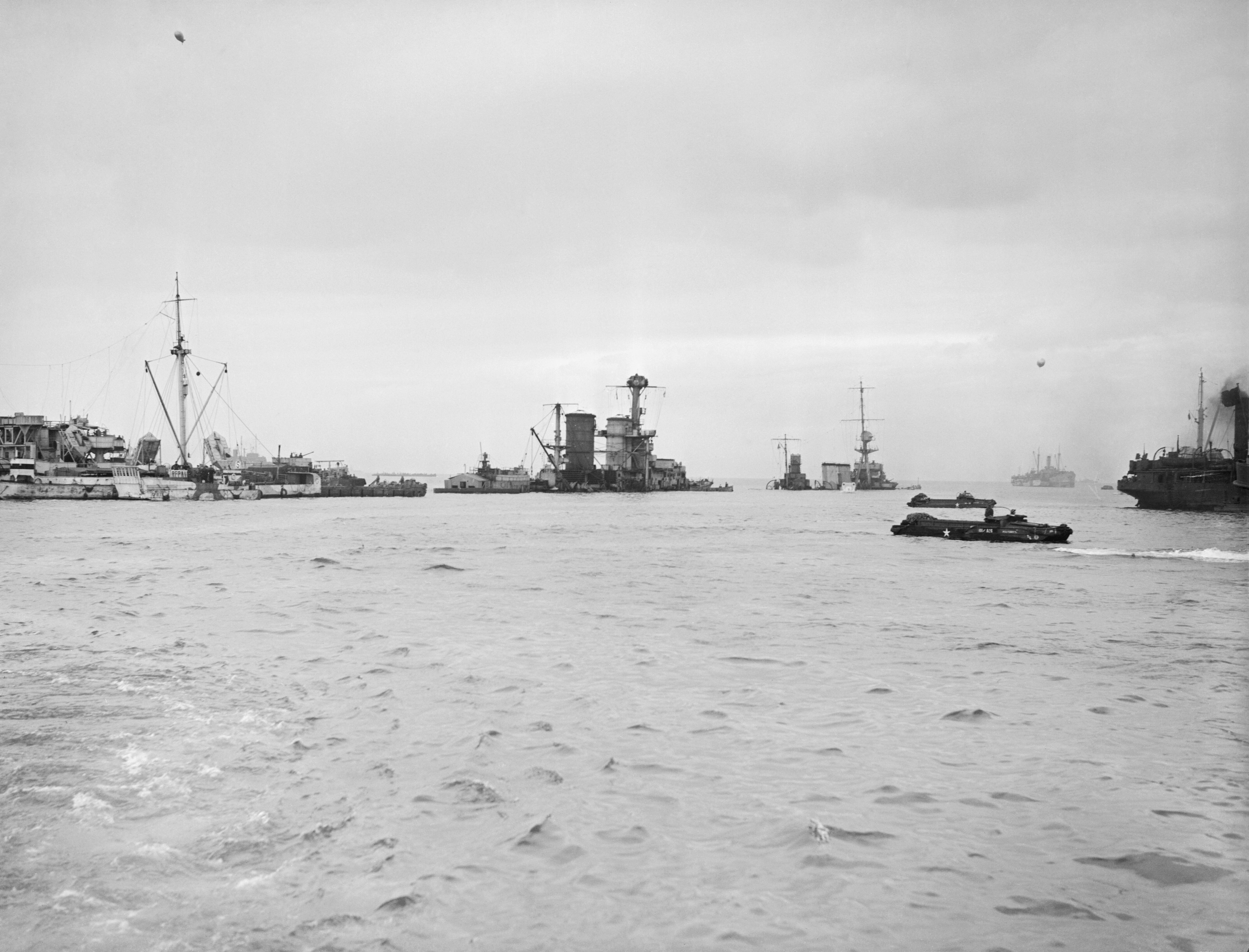
De Sumatra als onderdeel van de gooseberry, een golfbreker, voor de kunstmatige Mulberryhaven bij Ouistreham.

### Oorlogsjaren
In de Tweede Wereldoorlog vervulde de Sumatra konvooidiensten en bracht onder andere prinses Juliana met haar kinderen naar Canada. Problemen met de voortstuwing maakten de Sumatra ongeschikt voor gevechtstaken en in 1944 werd het schip ontwapend en afgezonken voor de kust van Normandië als onderdeel van een golfbreker voor de kunstmatige Mulberryhaven bij Ouistreham. Op 14 februari 1951 werd het schip samen met andere wrakken geveild voor verschroting.